# Cyclaspis uniplicata
Cyclaspis uniplicata är en kräftdjursart som beskrevs av William Thomas Calman 1907. Cyclaspis uniplicata ingår i släktet Cyclaspis och familjen Bodotriidae. Inga underarter finns listade i Catalogue of Life.